# إديث بيكر
إديث بيكر (بالإنجليزية: Edythe Baker)‏ هي عازفة بيانو وموسيقية أمريكية، ولدت في 25 أغسطس 1899، وتوفيت في 15 أغسطس 1971 في مقاطعة أورانج في الولايات المتحدة.

## وصلات خارجية
- إديث بيكر على موقع ميوزك برينز (الإنجليزية)
- إديث بيكر على موقع أول ميوزيك (الإنجليزية)